# Пахтаабад (Чиракчинський район)
Пахтаабад (узб. Paxtaobod, Пахтаобод) — міське селище в Узбекистані, в Чиракчинському районі Кашкадар'їнської області.
Статус міського селища з 2009 року.